# Пояснювальна записка
Пояснювальна записка — документ, доповідь про певні дії в певний проміжок часу;
Пояснювальні записки можуть бути службовими й особистими.
Пояснювальна записка до законопроєкту — документ, який подається разом з законопроєктом його автором до парламенту і містить (в Україні):
1. обґрунтування необхідності прийняття законопроєкту, цілей, завдань і основних його положень та місця в системі законодавства;
2. обґрунтування очікуваних соціально-економічних, правових та інших наслідків застосування закону після його прийняття;
3. інші відомості, необхідні для розгляду законопроєкту[1].

## Пояснювальна записка у техніці
Пояснювальна записка у техніці — документ, що містить опис пристрою і принципу дії розроблюваного виробу, а також обґрунтування прийнятих при його розробці технічних і техніко-економічних рішень.
Код документа за міждержавним стандартом ГОСТ 2.106-96 — ПЗ.
Пояснювальну записку розробляють для наступних стадій розроблення виробу згідно ДСТУ 3974:
- Технічна пропозиція
- Ескізний проєкт
- Технічний проєкт

Пояснювальну записку проєкту виконують згідно до ГОСТ 2.106-96, яка у загальному випадку повинна мати наступні розділи:
- вступна частина (вступ);
- Найменування та область застосування розроблювального виробу;
- Технічна характеристика;
- Опис і обґрунтування обраної конструкції з вказанням, які частини запозичені з раніш розроблених виробів;
- Розрахунки, що підтверджують працездатність і надійність конструкції;
- Опис організації робіт із застосуванням розроблювального виробу;
- Очікувані техніко-економічні показники;

В залежності від особливостей виробу окремі розділи допускається об'єднувати або виключати, а також вводити нові розділи.